# Ghiacciaio Glazunov
Il ghiacciaio Glazunov è un ghiacciaio situato sulla costa meridionale dell'isola Alessandro I, al largo della costa della Terra di Palmer, in Antartide. In particolare, il ghiacciaio, il cui punto più alto si trova a oltre 350 m s.l.m., è situato sulla costa settentrionale della penisola Monteverdi, da dove fluisce verso nord, fino a entrare nell'insenatura di Stravinskij andando ad alimentare la piattaforma glaciale Bach.

## Storia
Il ghiacciaio Glazunov fu così chiamato, nel 1987, dall'Accademia sovietica delle scienze in onore del compositore russo Aleksandr Konstantinovič Glazunov (1865-1936).